# Härtsfeldbahn
| Kursbuchstrecke (DB): | 324k (1958) 324k (1946) |                                       |                                       |
| Streckenlänge: | 55,49 km                |                                       |                                       |
| Spurweite: | 1000 mm (Meterspur)     |                                       |                                       |
| Maximale Neigung: | 1:36 = 28 ‰             |                                       |                                       |
| Minimaler Radius: | 80 m                    |                                       |                                       |
| Streckengeschwindigkeit: | 40 km/h                 |                                       |                                       |
| |                         |                                       |                                       |
| \| \| \| von Nördlingen \| \| \| \| 0,000 0,000 \| Aalen Härtsf Pbf \| 430 m \| \| \| \| nach Stuttgart-Bad Cannstatt \| \| \| \| 0,149 0,000 \| erstes Übergabegleis \| erstes Übergabegleis \| \| \| \| Dreischienengleis \| \| \| \| 0,716 0,000 \| zweites Übergabegleis \| zweites Übergabegleis \| \| \| 0,780 0,000 \| Aalen Härtsf Gbf \| Aalen Härtsf Gbf \| \| \| \| Städtische Industriebahn Aalen \| \| \| \| \| nach Ulm \| \| \| \| 2,600 0,000 \| Pflaumbach \| Pflaumbach \| \| \| 4,500 0,000 \| Unterkochen Härtsfeldbf \| 520 m \| \| \| 5,700 0,000 \| Unterkochen-Viadukt (85 m) \| Unterkochen-Viadukt (85 m) \| \| \| 7,100 0,000 \| Kocherburg-Tunnel (96 m) \| Kocherburg-Tunnel (96 m) \| \| \| 7,360 0,000 \| Waldhausen-Glashütte \| 586 m \| \| \| 10,380 0,000 \| Höllhau \| 649 m \| \| \| 12,320 0,000 \| Ebnat (Härtsfeld) \| 615 m \| \| \| 16,000 0,000 \| Brünstholz \| 556 m \| \| \| 19,970 0,000 \| Elchingen \| 590 m \| \| \| 22,100 0,000 \| Bärenloh \| 553 m \| \| \| 24,130 0,000 \| Dossingen \| 519 m \| \| \| 28,050 0,000 \| Neresheim \| 504 m \| \| \| 29,450 1,452 \| Steinmühle \| Steinmühle \| \| \| 29,900 1,900 \| Egau (14 m) \| Egau (14 m) \| \| \| 30,100 2,100 \| Härtsfeldwerke Neresheim \| Härtsfeldwerke Neresheim \| \| \| 30,860 2,865 \| Sägmühle \| Sägmühle \| \| \| 32,380 4,300 \| Iggenhausen \| Iggenhausen \| \| \| 32,808 4,777 \| Egau (9 m) \| Egau (9 m) \| \| \| 32,880 4,860 \| Flutdurchlass \| Flutdurchlass \| \| \| 33,600 5,600 \| Katzenstein \| Katzenstein \| \| \| 35,900 7,900 \| Dischingen (Reaktivierung geplant) \| Dischingen (Reaktivierung geplant) \| \| \| 37,420 0,000 \| Guldesmühle \| Guldesmühle \| \| \| 38,950 0,000 \| Ballmertshofen \| 457 m \| \| \| 40,250 0,000 \| Landesgrenze Baden-Württemberg–Bayern \| Landesgrenze Baden-Württemberg–Bayern \| \| \| 40,500 0,000 \| Lohgraben \| Lohgraben \| \| \| 40,900 0,000 \| Reistingen \| Reistingen \| \| \| 42,480 0,000 \| Ziertheim \| Ziertheim \| \| \| 46,530 0,000 \| Wittislingen \| Wittislingen \| \| \| 48,100 0,000 \| Zöschlingsweiler \| Zöschlingsweiler \| \| \| 48,300 0,000 \| Egau \| Egau \| \| \| 51,600 0,000 \| Zwergbach \| Zwergbach \| \| \| 51,830 0,000 \| Lauingen Härtsfeldbf \| Lauingen Härtsfeldbf \| \| \| 53,980 0,000 \| Hausen (b Dillingen, Donau) \| Hausen (b Dillingen, Donau) \| \| \| \| von Neuoffingen \| \| \| \| 55,490 0,000 \| Dillingen (Donau) \| 433 m \| \| \| \| nach Ingolstadt \| \| \| \| \| \| \| \| Quellen: [1][2][3][4][5][6] \| \| \| \| |                         |                                       |                                       |
| Strecke |                         | von Nördlingen                        | von Nördlingen                        |
| Bahnhof · Kopfbahnhof Streckenanfang (Strecke außer Betrieb) | 0,000 0,000             | Aalen Härtsf Pbf                      | 430 m                                 |
| Abzweig geradeaus und nach rechts · Strecke (außer Betrieb) |                         | nach Stuttgart-Bad Cannstatt          | nach Stuttgart-Bad Cannstatt          |
| Abzweig geradeaus und ehemals nach links · Abzweig geradeaus und von rechts (Strecke außer Betrieb) | 0,149 0,000             | erstes Übergabegleis                  | erstes Übergabegleis                  |
| Strecke · Strecke (außer Betrieb) |                         | Dreischienengleis                     | Dreischienengleis                     |
| Abzweig geradeaus und ehemals von links · Abzweig geradeaus und nach rechts (Strecke außer Betrieb) | 0,716 0,000             | zweites Übergabegleis                 | zweites Übergabegleis                 |
| Strecke · Bahnhof (Strecke außer Betrieb) | 0,780 0,000             | Aalen Härtsf Gbf                      | Aalen Härtsf Gbf                      |
| Abzweig geradeaus und ehemals nach rechts · Strecke (außer Betrieb) |                         | Städtische Industriebahn Aalen        | Städtische Industriebahn Aalen        |
| Strecke nach rechts · Strecke (außer Betrieb) |                         | nach Ulm                              | nach Ulm                              |
| Brücke über Wasserlauf (Strecke außer Betrieb) | 2,600 0,000             | Pflaumbach                            | Pflaumbach                            |
| Bahnhof (Strecke außer Betrieb) | 4,500 0,000             | Unterkochen Härtsfeldbf               | 520 m                                 |
| Brücke (Strecke außer Betrieb) | 5,700 0,000             | Unterkochen-Viadukt (85 m)            | Unterkochen-Viadukt (85 m)            |
| Tunnel (Strecke außer Betrieb) | 7,100 0,000             | Kocherburg-Tunnel (96 m)              | Kocherburg-Tunnel (96 m)              |
| Bahnhof (Strecke außer Betrieb) | 7,360 0,000             | Waldhausen-Glashütte                  | 586 m                                 |
| Bahnhof (Strecke außer Betrieb) | 10,380 0,000            | Höllhau                               | 649 m                                 |
| Bahnhof (Strecke außer Betrieb) | 12,320 0,000            | Ebnat (Härtsfeld)                     | 615 m                                 |
| Bahnhof (Strecke außer Betrieb) | 16,000 0,000            | Brünstholz                            | 556 m                                 |
| Bahnhof (Strecke außer Betrieb) | 19,970 0,000            | Elchingen                             | 590 m                                 |
| Bahnhof (Strecke außer Betrieb) | 22,100 0,000            | Bärenloh                              | 553 m                                 |
| Haltepunkt / Haltestelle (Strecke außer Betrieb) | 24,130 0,000            | Dossingen                             | 519 m                                 |
| Kopfbahnhof Strecke bis hier außer Betrieb | 28,050 0,000            | Neresheim                             | 504 m                                 |
| Haltepunkt / Haltestelle | 29,450 1,452            | Steinmühle                            | Steinmühle                            |
| Brücke über Wasserlauf | 29,900 1,900            | Egau (14 m)                           | Egau (14 m)                           |
| ehemaliger Bahnhof | 30,100 2,100            | Härtsfeldwerke Neresheim              | Härtsfeldwerke Neresheim              |
| Bahnhof | 30,860 2,865            | Sägmühle                              | Sägmühle                              |
| Haltepunkt / Haltestelle | 32,380 4,300            | Iggenhausen                           | Iggenhausen                           |
| Brücke über Wasserlauf | 32,808 4,777            | Egau (9 m)                            | Egau (9 m)                            |
| Brücke | 32,880 4,860            | Flutdurchlass                         | Flutdurchlass                         |
| Kopfbahnhof Strecke ab hier außer Betrieb | 33,600 5,600            | Katzenstein                           | Katzenstein                           |
| Bahnhof (Strecke außer Betrieb) | 35,900 7,900            | Dischingen (Reaktivierung geplant)    | Dischingen (Reaktivierung geplant)    |
| Bahnhof (Strecke außer Betrieb) | 37,420 0,000            | Guldesmühle                           | Guldesmühle                           |
| Bahnhof (Strecke außer Betrieb) | 38,950 0,000            | Ballmertshofen                        | 457 m                                 |
| Grenze (Strecke außer Betrieb) | 40,250 0,000            | Landesgrenze Baden-Württemberg–Bayern | Landesgrenze Baden-Württemberg–Bayern |
| Brücke über Wasserlauf (Strecke außer Betrieb) | 40,500 0,000            | Lohgraben                             | Lohgraben                             |
| Haltepunkt / Haltestelle (Strecke außer Betrieb) | 40,900 0,000            | Reistingen                            | Reistingen                            |
| Bahnhof (Strecke außer Betrieb) | 42,480 0,000            | Ziertheim                             | Ziertheim                             |
| Bahnhof (Strecke außer Betrieb) | 46,530 0,000            | Wittislingen                          | Wittislingen                          |
| Bahnhof (Strecke außer Betrieb) | 48,100 0,000            | Zöschlingsweiler                      | Zöschlingsweiler                      |
| Brücke über Wasserlauf (Strecke außer Betrieb) | 48,300 0,000            | Egau                                  | Egau                                  |
| Brücke über Wasserlauf (Strecke außer Betrieb) | 51,600 0,000            | Zwergbach                             | Zwergbach                             |
| Bahnhof (Strecke außer Betrieb) | 51,830 0,000            | Lauingen Härtsfeldbf                  | Lauingen Härtsfeldbf                  |
| Haltepunkt / Haltestelle (Strecke außer Betrieb) | 53,980 0,000            | Hausen (b Dillingen, Donau)           | Hausen (b Dillingen, Donau)           |
| Strecke von rechts · Strecke (außer Betrieb) |                         | von Neuoffingen                       | von Neuoffingen                       |
| Bahnhof · Kopfbahnhof Streckenende (Strecke außer Betrieb) | 55,490 0,000            | Dillingen (Donau)                     | 433 m                                 |
| Strecke |                         | nach Ingolstadt                       | nach Ingolstadt                       |
| |                         |                                       |                                       |
| Quellen: |                         |                                       |                                       |

Die Härtsfeldbahn – im Volksmund Schättere genannt – war eine Schmalspurbahn über das im Osten Baden-Württembergs gelegene Härtsfeld mit Weiterführung nach Bayern. Ausgangspunkt der meterspurigen Nebenbahn war Aalen; über Neresheim und Ballmertshofen erreichte sie nach 55,49 Kilometern Dillingen an der Donau. Der Personenverkehr endete am 30. September 1972, der Güterverkehr zwei Monate später. Die Gleisanlagen wurden danach demontiert. Zwei Abschnitte wurden von einem Verein als Museumsbahn wieder aufgebaut und 2001 bzw. 2021 fertiggestellt. Die Museumsstrecke von Neresheim bis zum Bahnhof Katzenstein am Härtsfeldsee misst 5,5 km.

## Verlauf

### Albaufstieg Aalen–Ebnat
Die Strecke begann mit dem Personenbahnhof Aalen. Er lag an der dem Empfangsgebäude gegenüber liegenden Seite des Bahnhofes Aalen, des Verknüpfungspunktes der Bahnstrecke Stuttgart-Bad Cannstatt–Nördlingen mit der Brenzbahn nach Ulm. Heute befindet sich hier ein Parkplatz am östlichen Ausgang der Hirschbachunterführung, die mit dem Bau der Härtsfeldbahn errichtet wurde.

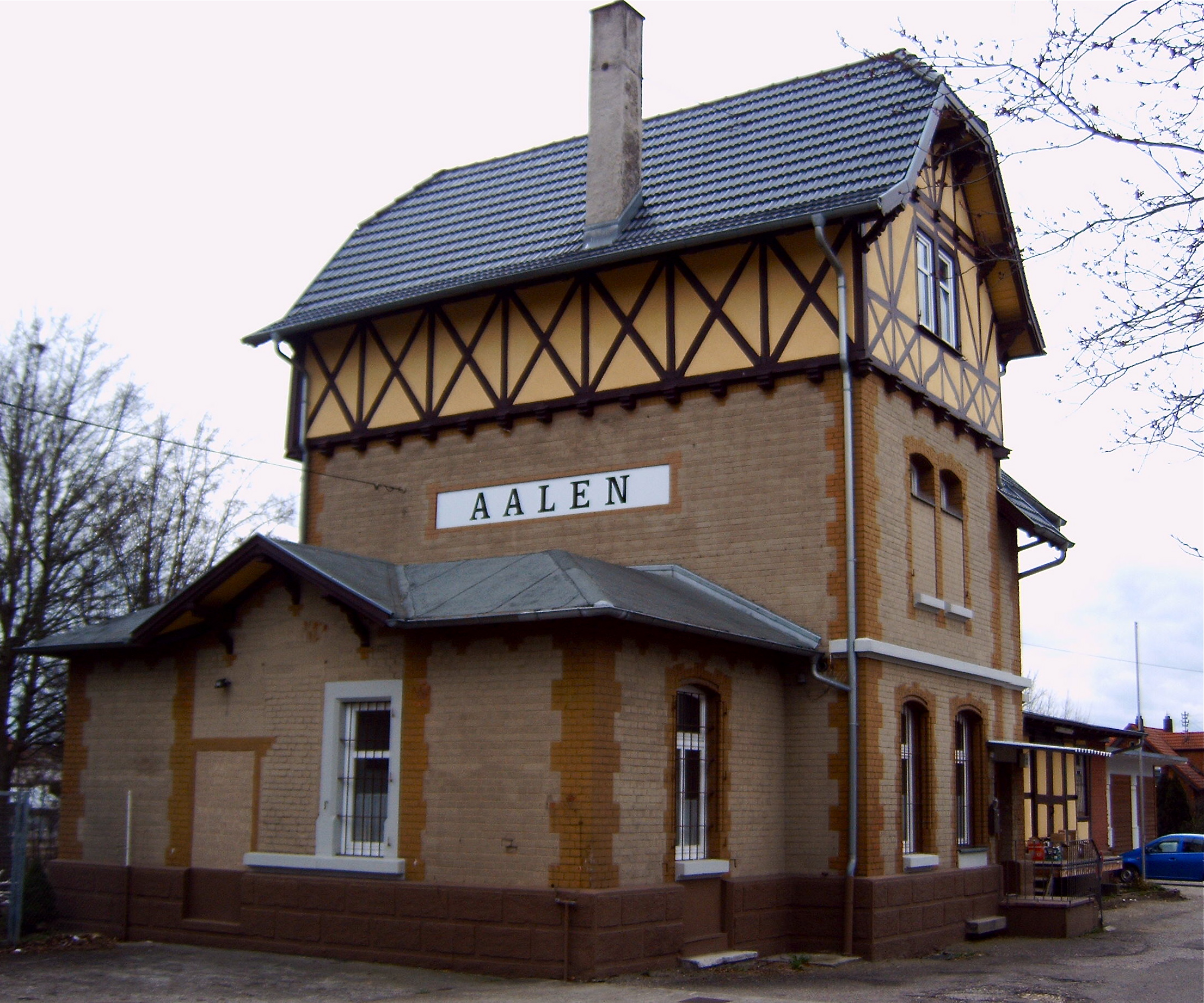
Ehemaliges Gebäude des Aalener Güterbahnhofs

Mit der Einmündung eines normalspurigen Übergabegleises begann ein Abschnitt mit Dreischienengleis. Auf den Normalspurschienen wurden Güterwagen zwischen dem Normalspurnetz und dem 800 Meter hinter dem Personenbahnhof liegenden Güterbahnhof ausgetauscht. Dort befanden sich Anlagen zur Verladung der Normalspurwaggons auf Rollböcke, sogenannte Rollbockgruben. Am Güterbahnhof hielten auch Personenzüge, hier befand sich ein einständiger Lokschuppen mitsamt Wasserturm.

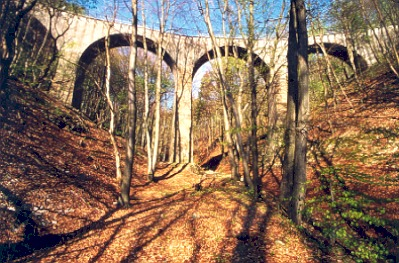
Viadukt bei Unterkochen

Die bis hierher parallel zur Brenzbahn verlaufende Strecke stieg nun aus dem Tal des Kochers auf. Zur Überwindung des Höhenunterschiedes zum Bahnhof Unterkochen nutzte die Bahn eine Schleife im Himmlinger Tal mit einem Radius von 80 m, um anschließend am Hang entlang bis zum Bahnhof Unterkochen zu steigen. Nach 4,5 km erreichte die Bahn anschließend den Bahnhof Unterkochen, der nur ein Ausweichgleis besaß. Hinter dem Bahnhof Unterkochen stieg die Bahn weiter am Hang entlang, hier befand sich der bekannte Albaufstieg. Mit einem Radius von 80 m wurde auf dem größten Kunstbau der Härtsfeldbahn, dem Unterkochener Viadukt, ein Seitental des Weißen Kochers überquert. Kurz vor dem Bahnhof Waldhausen-Glashütte durchfuhr die Bahn den 96 Meter langen Kocherburg-Tunnel (auch Wallenhau-Tunnel genannt). Dieser wurde zugemauert und dient Fledermäusen als Unterschlupf (Fledermausschutz in der Region Ostalb). Der „Schättereweg“ auf dem Streckenverlauf führt bis zum Tunnel, der unter der Bezeichnung Härtsfeldbahntunnel als Naturdenkmal ausgewiesen wurde.
Der Bahnhof Waldhausen-Glashütte bestand aus dem durchgehenden Streckengleis, einem Ausweichgleis sowie einem Stumpfgleis mit Prellbock. Hinter Waldhausen-Glashütte führte die Strecke weiter durch den Wald und beschrieb zwei 180°-Kehren, um den Höhenunterschied bis Ebnat zu bewältigen. Im Wald vor Ebnat befand sich noch die Holzverladestelle Höllhau, hier finden sich noch Schwellen- und vor allem Schotterreste. An dieser Stelle überquerte die Strecke die Europäische Wasserscheide zwischen Rhein und Donau und erreichte mit 649 m Meereshöhe ihren höchsten Punkt. Der Streckenverlauf kann bis zum Waldrand noch gut nachvollzogen werden, im freien Feld bis Ebnat ist durch die Flurbereinigung nach der Stilllegung der Trassenverlauf nicht mehr erkennbar.
Bei Kilometer 12,4 wurde der Bahnhof Ebnat (Härtsfeld), ehemals Ebnat (Württ.), erreicht – hier befand sich ebenfalls ein Ausweichgleis sowie ein Kopfladegleis. Heutzutage ist hier noch ein Verladeschuppen am ehemaligen Bahngelände erkennbar, welcher sich am nördlichen Ortsrand südlich der Durchgangsstraße befindet und zu Wohnzwecken genutzt wird.

### Härtsfeldhochebene Ebnat–Neresheim
Im weiteren Verlauf nach dem Bahnhof Ebnat führte die Bahn mit einer Geraden durch den Ort, heutzutage durch Neubauhäuser belegt, um dann am Ortsrand in östliche Richtung nach Elchingen einzuschwenken. Ab dem Ortsrand ist der Trassenverlauf aufgrund von Flurbereinigung nicht mehr erkennbar. Hinter der Autobahn A 7, die erst nach Stilllegung der Bahn an dieser Stelle gebaut wurde, ging die Trasse in südöstlicher Richtung durch den Wald, hier findet sich eine lange Schneise. Nach einer Weile ist der Bahndamm wieder erkennbar, und bei km 16,0 wurde die Holzverladestelle Brünstholz erreicht.
Hinter Brünstholz ist der Damm noch ein Stück weit erhalten. Von der anschließenden aufgrund von Flurbereinigung fehlenden Trasse bis in Richtung des Flugplatzes Elchingen existiert heute noch ein steinerner Dammdurchlass (→ Lage), der verhindern sollte, dass sich dort nördlich des inzwischen abgetragenen Damms Niederschlagswasser aufstaute. Nördlich des Flugplatzes im Bereich des Hauses Bahnhofstraße 52 befand sich der Bahnhof Elchingen, das Gebäude der ehemaligen Bahnhofsgaststätte existiert noch. Von dort führte die Strecke dann in östlicher Richtung wieder in Richtung eines Waldstückes, welches relativ gerade durchfahren wurde. Am Waldausgang gelangte die Strecke ins Dossinger Tal, hier ist durch Bewuchs auf der ehemaligen Trasse der Verlauf wieder eindeutig erkennbar. Es finden sich noch drei asphaltierte Feldwegübergänge, in denen die Schienen vorhanden sind.
Südwestlich der Ortschaft Dossingen findet sich ein Einschnitt, in welchem der Haltepunkt Dossingen bei km 24,1 lag. Nach diesem Einschnitt führte die Trasse entlang mehrerer Äcker durch das Dossinger Tal, auf Luftbildern noch durch die Ackerränder erkennbar. Das Tal schwenkt kurz vor Neresheim in Richtung Süden; hier befand sich ein Damm mit einer Brücke über die Straße, die mittlerweile leicht versetzt verläuft, der Damm wurde abgetragen. Am Hang entlang ging es um einen Berg in Richtung Süden, bevor die Bahntrasse wieder Richtung Osten einschwenkte. Oberhalb des heutigen Härtsfeldcenters verlief der Damm, oberhalb des Geländes der Firma Seelig & Co. wurde eine Straße gekreuzt. In den 1960er Jahren war hier der Haltepunkt Neresheim West projektiert, Bedarfshalte für Fahrgäste des damaligen Neubaugebiets oberhalb der Bahntrasse fanden hier schon auf dem Bahnübergang statt. Der Bahndamm durch den Ort ist noch weitestgehend erhalten; allerdings ist er heutzutage Teil von Grundstücken und teils bebaut. An der B 466 nach Nördlingen befand sich ein Bahnübergang, anschließend ging es über das Gelände einer Autowerkstatt wieder auf einen Damm an der inzwischen abgerissenen BAG (Lagerhaus einer Bäuerlichen Genossenschaft, 2006 abgerissen, inzwischen durch das Samariterstift am Ulrichsberg neu bebaut) zum Bahnhof Neresheim.
Der Bahnhof Neresheim liegt an Streckenkilometer 28,1 und somit in etwa in der Streckenmitte zwischen Aalen und Dillingen. Er wurde als Centralstation bezeichnet, da sich dort die Verwaltung der Bahn befand. Die beiden Gleise 1 und 2 mit ihren Bahnsteigen befanden sich direkt vor dem Empfangsgebäude, wo sich heute die Zufahrt zum Bahnhofsplatz befindet. An einem noch erhaltenen Holzschuppen befand sich eine Bekohlung; Wasserkräne gab es auch an den Bahnsteigen. In dem vom Verein genutzten Holzschuppen befand sich früher eine Werkstatt, ein Gleis gab es allerdings nicht. Im südlichen Teil des Bahnhofs gab es Gleise für die Güterverladung, ein Kopfgleis führte zum Güterschuppen am Empfangsgebäude. Im östlichen Teil des Bahnhofs befand sich der zweiständige Lokschuppen mit Wasserturm, in einem Gebäude nördlich davon eine Werkstatt, die über ein Gleis verfügte. Zwischen Lokschuppen und Werkstatt befand sich ein Abstellgleis, hier führt heute das Streckengleis der Härtsfeld-Museumsbahn hindurch. Neben der Werkstatt war noch das Gebäude der Gleisbaurotte zu finden, welches noch heute seine Funktion erfüllt. Das Streckengleis der Härtsfeldbahn führte südwestlich des Lokschuppens geradeaus auf den Klosteracker. Südlich des Streckengleises war noch ein Schrotthändler ansässig, der auch Härtsfeldbahnfahrzeuge verschrottete.

### Egautal und Donauniederungen Neresheim–Dillingen
In einer langen Geraden führt der Bahndamm über den Klosteracker. Bei einer Baumgruppe an der L 2033 schwenkt die Bahn etwas ein, um anschließend die Straße mit einem Bahnübergang zu queren und weiter in Richtung Egau abzusteigen. An der ehemaligen Steinmühle befindet sich noch ein Haltepunkt, an dem früher bei Bedarf auf dem Bahnübergang gehalten wurde. Der Streckenverlauf geht weiter entlang der Egau, um diese dann bei km 30,0 mit Hilfe einer Stahlbrücke zu überqueren. Nach der Brücke folgt ein Bogen und anschließend eine lange Gerade. Hier befand sich von 1905 bis 1965 der wichtigste Güterverkehrskunde der Härtsfeldbahn, die „Ulmer Weißkalkwerke Kurt Mühlen & Co.“, Niederlassung Härtsfeldwerke Neresheim. Der Bahnhof verfügte über mehrere Gleise zur Zugkreuzung und zur Beladung von Wagen. In den Steinbrüchen gab es mehrere Feldbahnen, die teilweise um den ganzen Berg herumführten und deren Trasse schon vom Haltepunkt Steinmühle aus der Ferne erkannt werden kann.

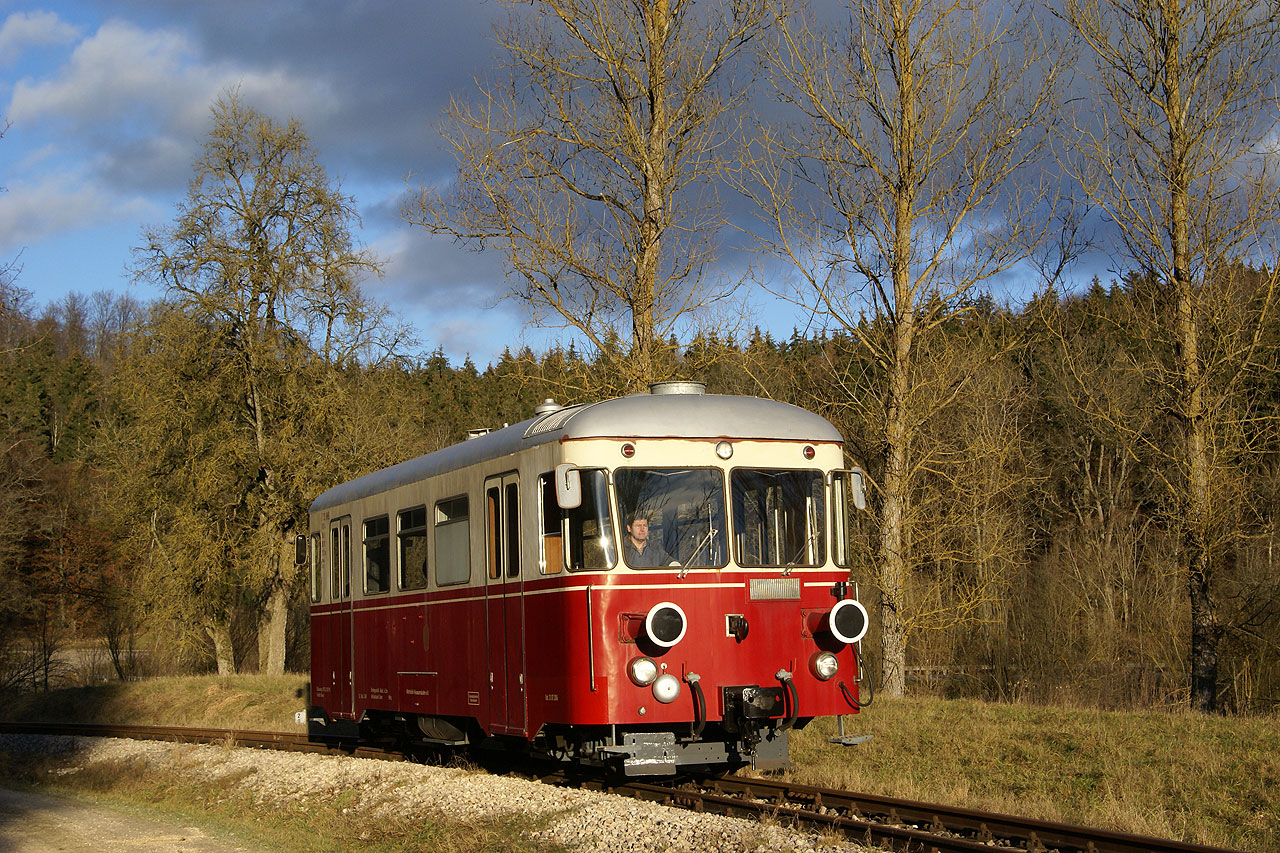
T 33 an den Härtsfeldwerken

800 m hinter dem Bahnhof Härtsfeldwerke befindet sich der heutige Bahnhof Sägmühle bei km 30,9, früher eine Holzverladestelle und bis 2021 Endpunkt der Härtsfeld-Museumsbahn. Nach dem Bahnhof folgt die Trasse dem Waldrand in Richtung Iggenhausen, bei Iggenhausen geht es anschließend an einer Felsformation mit einem Radius von 100 m zum Haltepunkt Iggenhausen bei km 32,4. Hinter dem Haltepunkt führt die Trasse erst am Hang entlang und wechselt dann über einen höheren Damm, in dessen Verlauf sich eine Brücke über die Egau bei km 32,81 und ein Flutdurchlass befinden, die Talseite und gelangt bei km 33,6 zum Bahnhof Katzenstein. Dieser ist der neue, vorläufige Endpunkt der Härtsfeld-Museumsbahn nach dem jetzigen Weiterbau. Direkt am Bahnhof Katzenstein befindet sich seit 1970 der künstlich angelegte Härtsfeldsee, der als Hochwasserrückhaltebecken dient.
Nach dem Bahnhof Katzenstein, der aus einem Ausweichgleis und einem Kopfgleis mit Laderampe bestand, beschrieb die Trasse einen 90°-Bogen, um sich in Richtung Dischingen zu wenden. Der Bahndamm verlief anschließend weitgehend gerade nach Dischingen, etwa in Lage der heutigen L 2033. Diese wurde dann vor Dischingen mit einem Bahnübergang gequert. Der Bahnhof Dischingen bei km 35,9 bestand ebenfalls aus einem Ausweichgleis und einem Stumpfgleis mit Kopfladerampe, hier befindet sich noch das letzte original erhaltene Empfangsgebäude aus der Zeit der Württembergischen Nebenbahnen AG. Der Härtsfeld-Museumsbahn e. V. ist im Besitz des Gebäudes und renoviert dieses schrittweise seit dem Erwerb, später soll Dischingen einmal den Endpunkt der Härtsfeld-Museumsbahn bilden.
Die Bahntrasse führte vom Bahnhof Dischingen in südlicher Richtung weiter Richtung Dillingen, die Strecke stieg langsam in das Tal hinab, um dann am Talgrund entlang in südöstlicher Richtung nach Ballmertshofen zu verlaufen. Hier verläuft heute ein Radweg auf der Trasse. Der Bahnhof Ballmertshofen wurde bei km 38,9 erreicht. Bis zum 3. April 1906 bildete er den Endpunkt der Strecke von Aalen her und war die sogenannte Centralstation der Härtsfeldbahn. Mit der Eröffnung des Streckenteils nach Dillingen wurde die Werkstatt abgebaut und in Neresheim neben dem Lokschuppen wieder aufgebaut.
Durch das Tal der Egau führte die Strecke weiter über die bayerische Landesgrenze hinweg nach Reistingen, welches bei km 40,9 erreicht wurde. Die Trasse beschrieb danach einen Bogen in südliche Richtung und erreichte bei km 42,4 Ziertheim. Nach weiteren 4,2 km in südliche Richtung im Tal erreichte die Bahn anschließend Wittislingen, wo es eine Verladestelle eines Steinbruchs am Bahnhof gab. Die Trasse erreichte das Donautal, bei km 48,2 wurde der Haltepunkt Zöschlingsweiler erreicht, bei Lauingen schwenkte die Bahn dann in östliche Richtung ein, um parallel zur Bahnstrecke Ingolstadt–Neuoffingen nach Dillingen zu gelangen. Bei km 51,9 befand sich der Bahnhof Lauingen, bei km 54,1 wurde der Bahnhof Hausen erreicht, bei km 55,5 erreichte die Härtsfeldbahn dann in Dillingen (Donau) ihren Endpunkt. Hier befanden sich wieder Rollbockanlagen zur Verladung von normalspurigen Güterwagen auf Rollböcke zum Transport aufs Härtsfeld, Fahrgäste konnten in Dillingen in die normalspurigen Züge in Richtung Ulm und Donauwörth umsteigen. Die Gebäude in Dillingen sind teilweise noch erhalten.

## Geschichte

### Vorarbeiten und Bau
Das Härtsfeld lag Ende des 19. Jahrhunderts abseits mehrerer Bahnlinien, die als Hauptbahnen in Württemberg und Bayern entstanden waren. Wirtschaftlich war das Härtsfeld zu jener Zeit in Richtung Aalen orientiert, Industrie gab es jedoch nicht, Forst- und Landwirtschaft dominierten. Ende der 1880er Jahre wurde daher in Neresheim ein Eisenbahnkomitee gebildet, welches den Bau einer Bahnlinie von dort aus aufs Härtsfeld zum Ziel hatte, um der wirtschaftlichen Perspektivlosigkeit entgegenzuwirken. In dessen Auftrag erstellt der Stuttgarter Professor W. Sapper bis 1892 eine „Denkschrift über eine Schmalspurbahn (75 cm W.) von Aalen über Neresheim nach Dischingen a. E. beziehungsweise von Unterkochen über Neresheim nach Dischingen. Die 2te Linie soll theilweise als Zahnradbahn erstellt werden.“ Darin waren neben einer Begründung über die Notwendigkeit einer Bahnlinie auch bereits Trassenvarianten und Wirtschaftlichkeitsberechnungen enthalten. Es bildete die Grundlage für eine Bittschrift an das württembergische Außenministerium im November 1892 und eine Petition an den württembergischen Landtag im Februar 1893. Die Königlich Württembergischen Staats-Eisenbahnen, welche das Projekt weiter untersuchten, standen ihm aus betriebswirtschaftlichen Gründen ablehnend gegenüber. Sie rechneten mit höheren Bau- und Betriebskosten und geringeren Einnahmen und sahen gegenüber Sapper, welcher Einnahmen von 21.000 Mark pro Jahr prognostizierte, ein jährliches Defizit von 45.000 Mark. Eine zweite Bittschrift, welche 1895 eingereicht wurde, hob den Aspekt des wirtschaftlichen Notstandes auf dem Härtsfeld stärker hervor. Es dauerte jedoch noch bis 1897, bevor weitere Schritte im Landtag erfolgten. Dieser zog danach die Möglichkeiten von Privatbahnen in Erwägung. Zu jener Zeit tauchte ein weiteres Projekt für eine Härtsfeldbahn von Heidenheim an der Brenz nach Neresheim und Dischingen auf, welches von den Härtsfeldern allerdings abgelehnt wurde, da hierin nur ein Versuch der Heidenheimer Industrie gesehen wurde, billige Arbeitskräfte zu bekommen, und keine wirtschaftliche Förderung des Härtsfelds.
Den Privatbahnplänen stand das Neresheimer Bahnkomitee nach einer negativ beantworteten Anfrage an die Münchner Lokalbahn Aktiengesellschaft skeptisch gegenüber. Die Gewinnaussichten wurden als zu gering bewertet und das Engagement des Staates gefordert. Trotzdem kam im Juli 1898 ein Kontakt zur Westdeutschen Eisenbahn-Gesellschaft in Köln zustande, welche in einer eigenen Untersuchung nur einer Bahnlinie Aalen–Neresheim–Dischingen ohne Zahnstangenabschnitt die Möglichkeit eines geringen Gewinns zusprach. Diesen versprach sie sich durch einen „flotten Personenverkehr“, weshalb sie die Bahn in Meterspur ausführen wollte. Erstmals in Erwägung gezogen wurde eine Ausführung bis Ballmertshofen und später gar bis Dillingen. Gegen einen Baukostenzuschuss von 900.000 Mark und eine kosten- und lastenfreie Überlassung von Grund und Boden erklärte sich das Unternehmen bereit, die Strecke zu bauen. Wenige Tage nach der ursprünglich durch die Gesellschaft gesetzten Frist stimmte der Landtag dem Projekt zu und stellte als erste Zuschussrate 250.000 Mark zur Verfügung, insgesamt sollte die staatliche Beteiligung 840.000 Mark betragen bei geplanten Gesamtprojektkosten von 2,1 Mio. Mark.
Die direkten Vorarbeiten für die Strecke begannen im September 1899, als in Aalen das Baubüro eröffnet wurde. Die Grunderwerbungskommission nahm ihre Arbeit im April 1900 auf, um die 537 nötigen Kaufverträge, von welchen 16 mittels Enteignung zustande kamen, auszuhandeln. Die Konzession für den Betrieb der Strecke wurde im Juli 1900 der Württembergischen Lokaleisenbahnen AG erteilt, einer Tochter der Badischen Lokal-Eisenbahnen AG, die wiederum eine Tochter der Westdeutschen Eisenbahn-Gesellschaft war.
Im Juli 1901 wurde durch den Landtag die zweite Rate von 590.000 Mark gebilligt. Die Projektkosten lagen ohne den Grunderwerb bei 2.746.000 Mark. Geplant wurde mit Minimalradien von 80 Metern, einer Maximalsteigung von 28 Promille, an Kunstbauten kamen ein Viadukt und ein Tunnel hinzu. In 15 Monaten sollten 38,94 km Strecke gebaut werden.
Am 26. Mai 1901 begannen in Neresheim die ersten Bauarbeiten. Bis zu 700 Personen, neben einheimischen Arbeitern auch 300 Italiener und Österreicher, waren beim Streckenbau im Einsatz, welcher von der Westdeutschen Eisenbahn-Gesellschaft mit großem Nachdruck betrieben wurde. Am 18. Juli 1900 wurde mit den Fundamentarbeiten für den Unterkochener Viadukt begonnen, im August wurde am Wallenhau-Tunnel zu arbeiten begonnen, zehn Monate später konnten Viadukt und Tunnel fertiggestellt werden. Bis Juli 1901 waren die Erdarbeiten für die Trasse beendet, im Mai und Juni war bereits mit 100 Wagenladungen das Oberbaumaterial in Aalen angekommen. Anfang Juli kamen drei Baulokomotiven mit Wagen an, die Arbeiten konnten beginnen. Ende des Monats war das Gleis bereits bis Ebnat verlegt, am 20. September konnte das Streckenende in Ballmertshofen erreicht werden, was einer Tagesleistung von 700 Metern entspricht. Im Anschluss erfolgte die Streckenausstattung mit Signaltafeln und Telegraphenleitung, bis Mitte Oktober standen alle Hochbauten. Im September und Oktober wurde das Rollmaterial angeliefert. Die angepeilte Bauzeit von 15 Monaten konnte eingehalten werden, rechnerisch dauerte der Bau eines Kilometers elf Tage, ein bis dahin nicht gekanntes Bautempo.
Die Schlussabrechnung kam auf Kosten von 2,5 Mio. Mark, für die Betriebsmittel waren nochmals 300.000 Mark fällig. Abzüglich der Zuschüsse hatte die Westdeutsche Eisenbahn-Gesellschaft 1,5 Mio. Mark investieren müssen.

### Eröffnung und anfänglicher Betrieb
Am 29. Oktober 1901 begannen die Eröffnungsfeierlichkeiten, am 31. Oktober wurde schließlich der reguläre Zugbetrieb aufgenommen. Vier Lokomotiven waren für den Betrieb der Härtsfeldbahn vorgesehen, wovon zur Inbetriebnahme drei Stück zur Verfügung standen. Geplant war der Einsatz schwerer Mallets, die vollzählig erst ab 1903 vorhanden waren. Die Strecke wurde von den Enden in Aalen und Ballmertshofen aus betrieben, wo sich jeweils ein Lokschuppen mit Platz für zwei Lokomotiven befand. In Aalen Härtsfeldgüterbahnhof befanden sich zudem Bahnverwaltung und Betriebswerkstätte, der Härtsfeldpersonenbahnhof konnte erst nach dem Ende der Umbauarbeiten des Aalener Bahnhofs und der Einweihung der Hirschbachunterführung unter dem Bahnhof hindurch angefahren werden. Der erste Fahrplan wies drei Zugpaare aus, die über die Gesamtstrecke verkehrten.
Größere Güterkunden waren auf dem Härtsfeld seinerzeit keine vorhanden, was den Generaldirektor der Westdeutschen Eisenbahn-Gesellschaft, Johannes Mühlen, zur Gründung der Härtsfeldwerke Neresheim veranlasste. Dieses Kalkwerk wurde im Egautal hinter Neresheim Richtung Dischingen angesiedelt und erhielt einen umfangreichen Werkbahnhof mit 11 Weichen und einer Gleislänge von mehr als 1.000 Metern.

### Weiterbau nach Dillingen
Bereits in den ursprünglichen Planungen der Westdeutschen Eisenbahn-Gesellschaft war eine Weiterführung der Strecke ins bayerische Dillingen an der Donau vorgesehen. 1903 konnte der Streit zwischen den Städten Lauingen und Dillingen um den Endpunkt der Strecke beigelegt werden, so dass die genaueren Planungen beginnen konnten. Die Trasse wurde bereits im März 1904 ausgesteckt und sollte nach der Erntezeit in den Bau gehen, Verzögerungen im Staatsvertrag zwischen Württemberg und Bayern sorgten jedoch für eine Verschiebung des Baubeginns in den April 1905. Eine nochmalige Verzögerung kam durch die ausstehende Genehmigung des Reichseisenbahnamtes in Berlin zustande, welche erst am 25. Mai 1905 vorlag. Für die 15 km lange Strecke erhielt die Westdeutsche Eisenbahn-Gesellschaft von der bayerischen Regierung einen Zuschuss von 300.000 Mark. 300 bis 400 Arbeiter waren unter Hochdruck an der Strecke beschäftigt, die angestrebte Inbetriebnahme im Dezember 1905 konnte jedoch nicht erreicht werden. Die erste Probefahrt fand am 10. Dezember statt. Die amtliche Abnahme erfolgte am 24. März 1906, eröffnet wurde die Strecke schließlich am 3. April.

### Der Betrieb von 1906 bis 1953

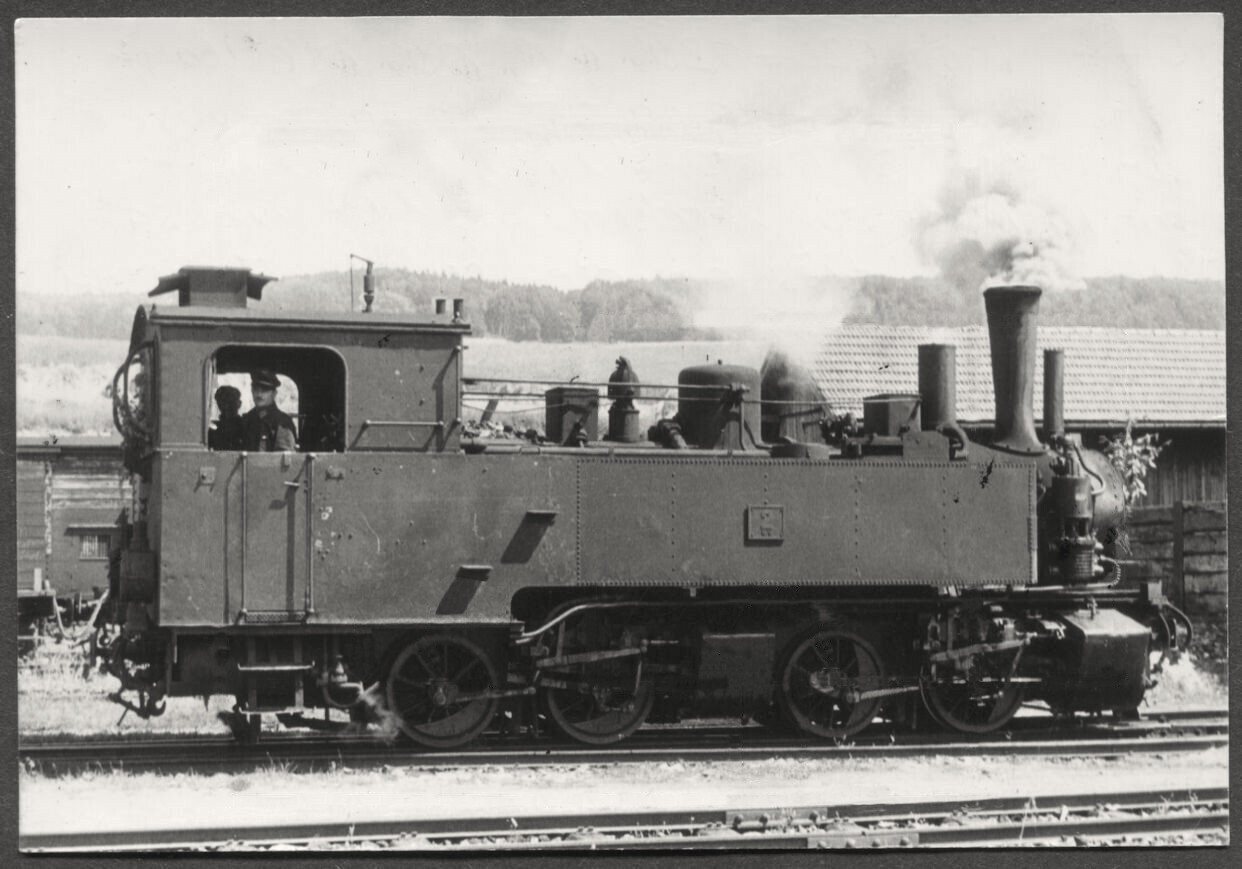
Mallet-Rimott-Dampflokomotive der Härtsfeldbahn

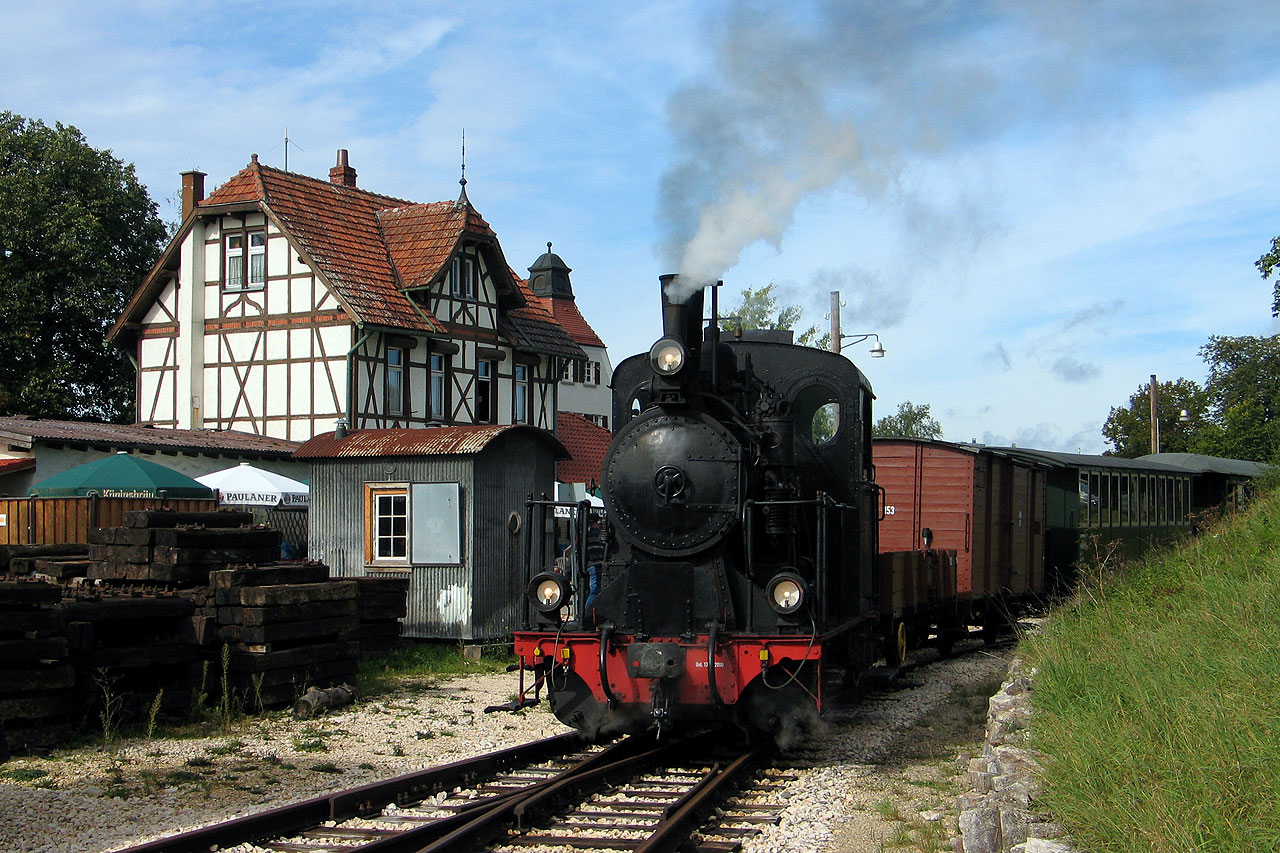
Zug der Härtsfeld-Museumsbahn bei der Ausfahrt aus dem Bahnhof Neresheim mit Lokomotive 12 an der Spitze

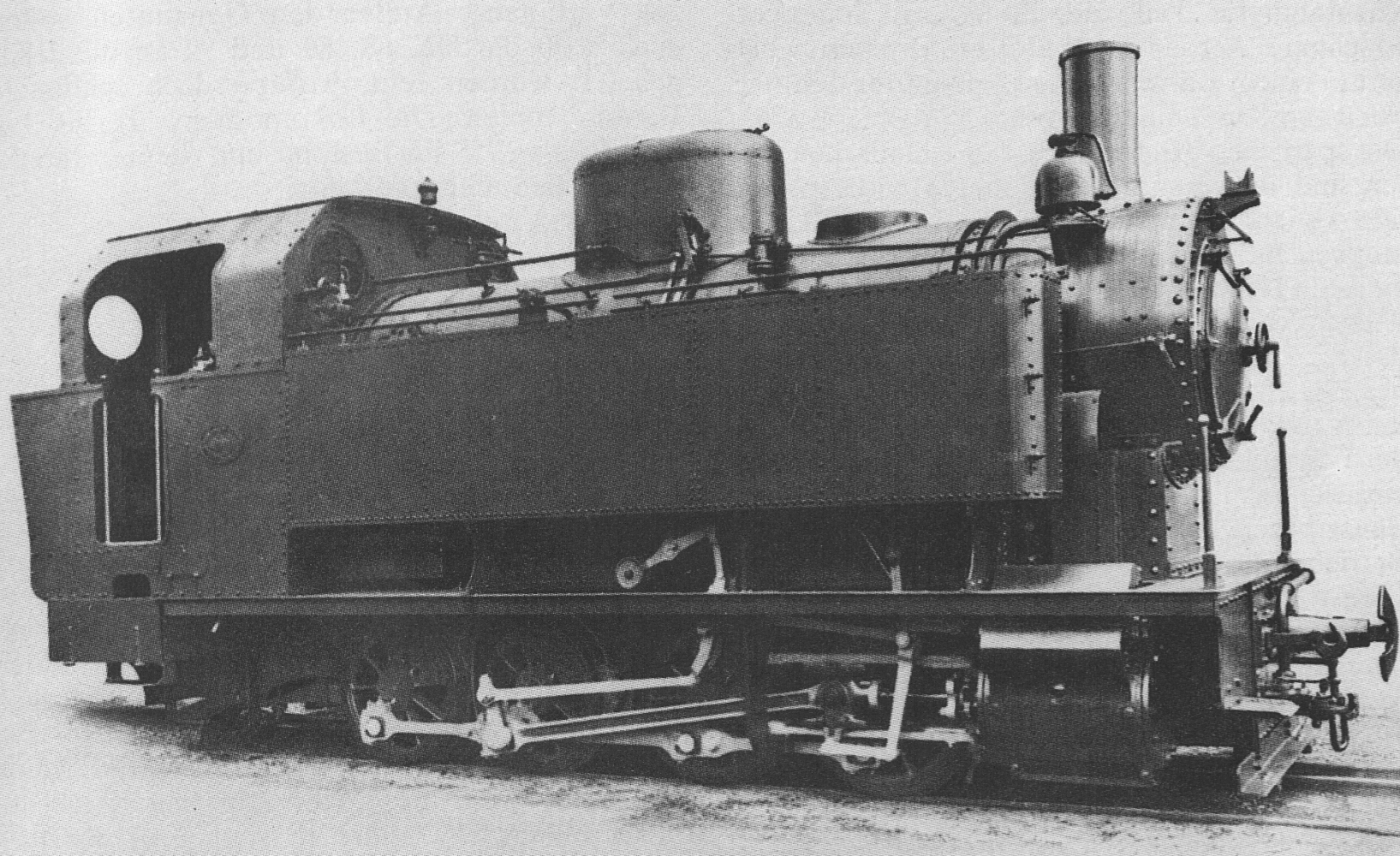
Heeresfeldbahnlokomotiven HK 82–93, HK 91 kam 1920 zur Härtsfeldbahn, wurde 1958 ausgemustert und 1960 verschrottet

Durch den neuen Streckenabschnitt hatte Neresheim einen Lokschuppen erhalten. Das Betriebskonzept für die Jahre 1906 und 1907 betrachtete den Streckenabschnitt Aalen–Ballmertshofen weiterhin als eigenständig und der Abschnitt Neresheim–Dillingen wurde zusätzlich bedient. Der günstigeren Topographie genügten schwächere Maschinen, so dass zwei Kastenlokomotiven von der Filderbahn kamen. 1909 kam so der C-Kuppler „Echterdingen“ nach Neresheim. Zum Fahrplanwechsel 1907/08 wurde der Betriebsmittelpunkt vollständig nach Neresheim verlegt, der Ballmertshofer Lokschuppen wurde abgerissen, Teile davon fanden im neuen Werkstattgebäude in Neresheim Verwendung. Die Betriebswerkstätte befand sich nun hier und 1908 zog die Bahnverwaltung um.
Eine weitere Neuerung mit der Eröffnung des bayerischen Streckenabschnitts war die Einführung des Rollbockbetriebs, der zwar bereits in der Konzession für den Abschnitt Aalen–Ballmertshofen vorhanden war, jedoch aufgrund nicht ausreichend belastbarer Bremsanlagen für den Abschnitt Aalen–Höllhau nicht durchgeführt werden durfte. Die Einsätze bahneigener Güterwagen gingen seither erheblich zurück.
Erfreulich waren in den Anfangsjahren bis zum Ersten Weltkrieg die Erlöse der Bahn, die 1903 beispielsweise bei 21.225 Mark lagen, 1907 bei 14.237 Mark. Pro Jahr wurden etwa 200.000 Personen und 40.000 bis 50.000 Tonnen Güter befördert.
Als Ersatz für die ehemaligen Kastenlokomotiven und zur Rationalisierung des Betriebs beschaffte die Württembergische Nebenbahnen AG, welche nach mehreren geschäftlichen Veränderungen im Privatbahnwesen zum 1. Januar 1910 den Betrieb auf der Härtsfeldbahn übernommen hatte, zwei Heißdampftenderlokomotiven mit den Nummern 11 und 12 bei der Maschinenfabrik Esslingen. Diese als „Kleinloks“ bezeichneten Maschinen waren für Einmannbetrieb zugelassen und erwiesen sich als äußerst sparsam und leistungsfähig. Ursprünglich für den Abschnitt Neresheim–Dillingen vorgesehen, kamen sie während des Ersten Weltkriegs, als zahlreiche Mitarbeiter zum Militär eingezogen wurden, auch auf dem Abschnitt Aalen–Neresheim zum Einsatz. Die Malletlokomotiven kamen gegen Ende des Ersten Weltkriegs nur noch für Sondergüterzüge zum Einsatz, Lokomotive 3 musste zudem zu Kriegseinsätzen abgegeben werden und kehrte nicht wieder zurück. Trotz schlechter Kohlen sowie Lokomotiv- und Personalmangel noch im Jahr 1919, verzeichnete die Härtsfeldbahn in jenem Jahr neue Rekorde bei Personen (380.000 Fahrgäste) und Gütern (60.000 Tonnen). Die Zahl im Personenverkehr ging danach wieder zurück, der Güterverkehr erreichte 1922 mit 73.000 Tonnen einen neuen Spitzenwert. Als Ersatz für Lokomotive 3 beschaffte die Württembergische Nebenbahnen AG im Jahr 1919 bei Krauss in München eine Heeresfeldbahnlokomotive des Typs HK 91, die ab 1920 als Lokomotive 5 zur Verfügung stand.
Ab 1921 wurde der desolate Oberbau saniert, was sich negativ im Ergebnis bemerkbar machte. Zurückgehende Fahrgastzahlen und Frachtmengen und die Weltwirtschaftskrise ab 1929 machten der Bahnverwaltung zu schaffen, 1931 lag der Verlust bei 81.000 Mark, weshalb die Gesellschaft die Bahnlinie im Jahr 1932 stilllegen wollte. Nur eine durch die Länder Bayern und Württemberg sowie diverse Gemeinden organisierte Soforthilfe von 36.000 Mark sicherte den Weiterbetrieb, zusätzlich wurde ein Notfahrplan eingeführt. Steigende Frachtmengen der Härtsfeldwerke sorgten ab jenem Jahr wieder für ein besseres Ergebnis.
Während des Zweiten Weltkrieges erreichte die beförderte Fahrgastmenge einen neuen Rekord von 587.000 Personen im Jahr 1944, die Frachtmengen lagen jeweils von 1937 bis 1944 bei etwa 70.000 Tonnen. Zwei Luftangriffe auf Züge der Bahn 1945 kosteten 16 Menschen das Leben, mehrere Wagen waren beschädigt und drei Lokomotiven nicht mehr einsatzfähig, es standen noch die Lokomotiven 5 und 11 zur Verfügung. Am 20. April wurde der Verkehr schließlich vollends eingestellt, nach der Normalisierung der Lage verkehrten Züge wieder ab dem 13. Juni.
Die wirtschaftliche Lage der Bahn war wie nach dem Ersten Weltkrieg aufgrund von Aufwendungen für die Oberbauinstandsetzung zunehmend schlechter, ebenso gingen Rücklagen durch die Währungsumstellung verloren. Im Sommer 1952 kam es kurz vor Neresheim auf der eingleisigen Strecke zu einem Frontalzusammenstoß zweier Züge. Ab 1948 hatte die Bahn nur noch Verluste verzeichnet, zum 12. Juni 1953 sollte schließlich die Stilllegung erfolgen. Mit Hilfe eines vorläufigen monatlichen Zuschusses des baden-württembergischen Finanzministeriums von 15.000 bis 20.000 Mark konnte der Betrieb weitergeführt werden.

### Modernisierung und Stilllegung
Unter Leitung des Stuttgarter Verkehrswissenschaftlers Carl Pirath entstand in der zweiten Jahreshälfte 1953 ein Gutachten, welches die volkswirtschaftliche Bedeutung von Nebenbahnen am Beispiel der Härtsfeldbahn aufzeigte und Folgen einer Stilllegung für die Region darstellte. Es kam zu dem Schluss, dass mit einer Rationalisierung des Betriebs, gefördert durch das Land, ein größerer Nutzen zu erzielen war als mit einem teuren Ausbau des Straßennetzes. 1954 wurde durch das Land Baden-Württemberg eine Finanzhilfe von 950.000 Mark für Oberbausanierung und Beschaffung neuer Triebfahrzeuge genehmigt. Der Freistaat Bayern beteiligte sich. Die Württembergische Nebenbahnen AG bestellte daraufhin bei der Waggonfabrik Fuchs in Heidelberg zwei 600 PS starke Schlepptriebwagen (T 30 und 31), die mit Normalspurzug- und stoßeinrichtungen für den Rollbockverkehr versehen waren. Gebraucht erworben wurden zudem zwei Triebwagen der stillgelegten Kleinbahn Bremen–Tarmstedt (T 32 und 33).
Zum Sommerfahrplan 1956 konnte der verdieselte und auf 40 km/h beschleunigte Betrieb mit den drei Triebwagen 30, 31 und 32 aufgenommen werden, die Dampflokomotiven 5, 11 und 12 blieben als kalte Reserve vorhanden. Zwei Personenwagen wurden zum Triebwagenanhänger mit neuem Aufbau modernisiert. Die Fahrgastzahlen stiegen dank eines erweiterten Fahrplans auf bis zu 367.000 Personen (1957), sanken danach jedoch endgültig und beständig. 1963 passte sich das Angebot der Züge dieser Tatsache an. Für einen erheblichen Rückgang der Transportmenge im Güterverkehr sorgte im Jahr 1965 die Schließung der Härtsfeldwerke.
Ein schwerer Unfall am 1. Mai 1964 mit den beiden Triebwagen 30 und 31 bei Katzenstein sorgte noch einmal für die Rückkehr der Dampfreserve. Der in Modernisierung befindliche Triebwagen 33 wurde beschleunigt fertiggestellt. Zur Aushilfe kam der durch die Württembergische Eisenbahngesellschaft ursprünglich für die Strecke Amstetten–Laichingen gebrauchte, von der 1963 stillgelegten Schmalspurbahn Walkenried–Braunlage/Tanne beschaffte MAN-Triebwagen T 37 aufs Härtsfeld.
Die Härtsfeldbahn war ab den 1950er Jahren Versuchsstrecke mehrerer Fahrzeughersteller, auf der gelegentlich ins Ausland zu liefernde Meterspurfahrzeuge erprobt wurden. Den Anfang machte 1954 eine Diesellokomotive für Brasilien der Lokomotivfabrik Jung, die als Museumsfahrzeug in Neresheim vorhanden ist. Des Weiteren wurde eine Lokomotive der Firma Krupp für Burma, Triebwagen für die griechischen Peloponnesbahnen der Maschinenfabrik Esslingen und Ferrostaal-Triebwagen für Indonesien getestet.
Im Jahr 1966 brachte die Schließung der Neresheimer Abteikirche wegen Baufälligkeit ein weiteres Minus der Fahrgastzahlen, insbesondere im Sonntagsverkehr. Ab 1967 zahlten die Landkreise Aalen, Heidenheim und Dillingen sowie die Stadt Dillingen einen jährlichen Zuschuss von 50.000 bis 100.000 Mark zum Ausgleich des Defizits. Die Fahrgastzahl lag im Jahr 1971 bei noch 114.172 Reisenden, wobei die Württembergische Nebenbahnen GmbH selbst parallelen Busverkehr betrieb und werktags kein Zugpaar mehr zwischen Neresheim und Aalen anbot. Die Weigerung des Landkreises Heidenheim Ende 1971, weitere Zuschüsse zu leisten, führte zum 25. April 1972 zu einem Stilllegungsantrag seitens der Betreibergesellschaft. Sie begründete dies mit einem existenzgefährdenden Defizit von rund 150.000 Mark, welches sie für 1972 erwartete. Wie 1954 entspann sich eine große Diskussion und es wurde wiederum ein Gutachten erstellt, diesmal jedoch aus rein betriebswirtschaftlicher Sicht, welches dem Stilllegungsgesuch zustimmte. Ein Erhalt als Museumsbahn wurde zwar diskutiert, kam jedoch nicht zustande. Der Personenverkehr endete am 30. September, der Güterverkehr musste für die landwirtschaftlichen Betriebe noch bis zum 30. November fortgeführt werden. Der Abbau der Strecke begann im Jahr 1973 und zog sich bis 1976 hin, die meisten Fahrzeuge wurden zur Strecke Amstetten–Laichingen abtransportiert.

### Ehemalige Triebfahrzeuge
- Malletlokomotiven Westdeutsche Eisenbahn-Gesellschaft WeEG 1–4, (Hohenzollern 1901–1905, Nr. bekannt 1498, 1688, bis 1956 im Einsatz bei der Härtsfeldbahn, dann verschrottet)
- Kastenlokomotive Westdeutsche Eisenbahn-Gesellschaft WeEG 4, (Esslingen 1888/2285, von 1901 bis 1902 im Einsatz bei der Härtsfeldbahn, dann zu Filderbahn-Gesellschaft)
- Tenderlokomotive Westdeutsche Eisenbahn-Gesellschaft WeEG 2, (Krauss & Comp. 1891/2555, von 1901 bis 1903 im Einsatz bei der Härtsfeldbahn, dann zu Albtalbahn)
- Kastenlokomotive Westdeutsche Eisenbahn-Gesellschaft WeEG 5–6, (Esslingen 1899, Nr. 2968, 2969, von 1908 bis 1913 bei Härtsfeldbahn, dann verschrottet)
- Kastenlokomotive Westdeutsche Eisenbahn-Gesellschaft WeEG 7, (Esslingen 1897/2904, von 1909 bis 1920 bei Härtsfeldbahn, dann an Baufirma, Verbleib unbekannt)
- Heeresfeldbahnlokomotive Westdeutsche Eisenbahn-Gesellschaft WeEG 5, (Krauss & Comp. 1919/7562, von 1920 bis 1958 bei Härtsfeldbahn, 1960 verschrottet)
- Triebwagen WEG T30 und T31, (Waggonfabrik Fuchs 1956, Nr. 9053 und 9054, bis 1972 bei Härtsfeldbahn, dann beide zu Bahnstrecke Amstetten–Laichingen, T30 1989 zu Brohltalbahn, T31 1986 nach Malaysia verkauft, Verbleib unbekannt)

## Museumsbahn

### Verein, Wiederaufbau und Betrieb
1985 bildete sich der Verein „Härtsfeld-Museumsbahn e. V.“ (HMB) mit dem Ziel, die Härtsfeldbahn auf dem Abschnitt Neresheim–Dischingen als Museumseisenbahn zu reaktivieren. Der ursprünglich geplante Wiederaufbau des Albaufstiegs musste verworfen werden. Von Neresheim ausgehend hat der Verein seit 1996 in Eigenarbeit den 2,865 km langen Abschnitt Neresheim–Sägmühle wieder aufgebaut. Die Eröffnung fand am 20. Oktober 2001 statt. Eine Verlängerung der Museumsbahn an den Härtsfeldsee wurde im September 2007 begonnen und im April 2021 fertiggestellt. Vorläufiger Endbahnhof ist Katzenstein bei km 5,6. Der Bahnhof befindet sich direkt am Ufer des Härtsfeldsees.
Seit 1. Mai 2002 findet in den Sommermonaten Fahrbetrieb mit Dampfzügen und Dieseltriebwagen statt. Fahrtage sind jeweils der erste Sonntag im Monat von Mai bis Oktober, zusätzliche Termine sind der Saisonstart am 1. Mai, der „Tag der offenen Lokschuppentür“ an Christi Himmelfahrt, Pfingstsonn- und montag, Fronleichnam, das Stadtfest Neresheim am letzten Junisonntag, die „Neresheimer Bahnhofshocketse“ am zweiten Augustwochenende und der „Tag des offenen Denkmals“ im September. Am 2. Advent werden inzwischen Nikolausfahrten angeboten. Zusätzlich können jederzeit Sonderfahrten mit Dampfzug oder Triebwagen gebucht werden. Für 2022 sind 15 Tage mit Fahrbetrieb angesetzt.

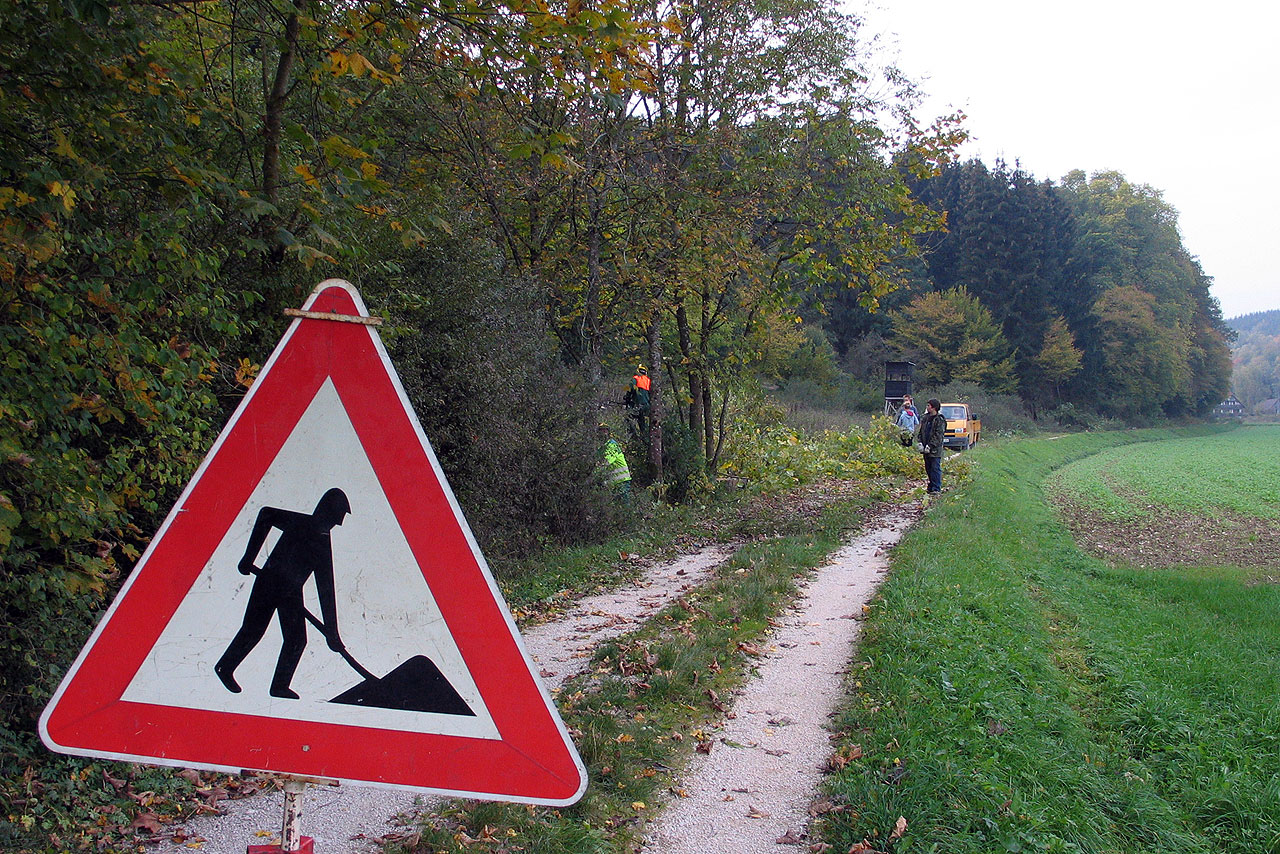
Rodungsarbeiten zwecks Weiterbaus der Strecke zwischen Sägmühle und Katzenstein

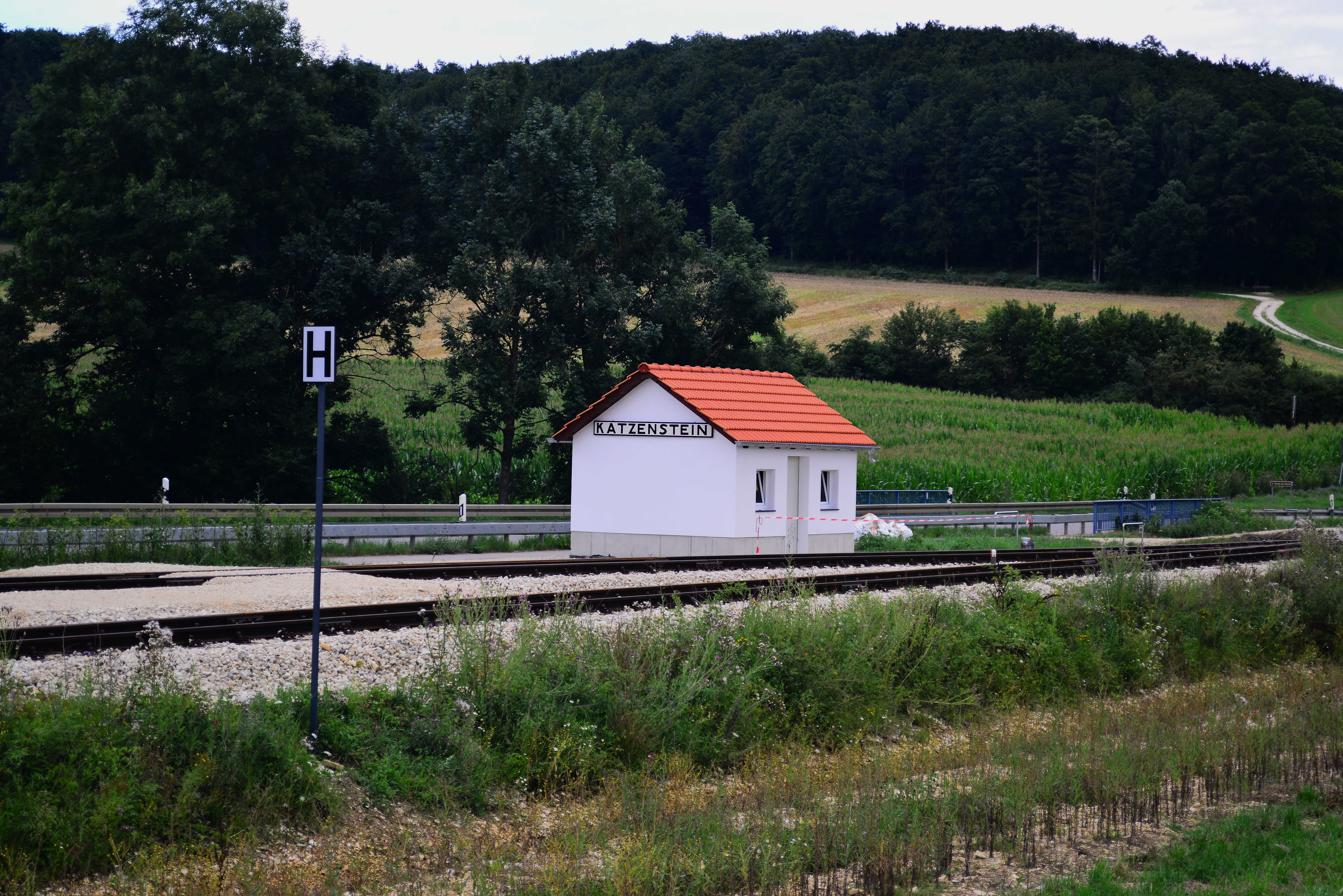
Vorläufiger Endbahnhof Katzenstein

Die Investitionen in die Museumsbahn im Jahr 2008 betrugen fast eine halbe Million Euro. Die Finanzierung erfolgt durch Zuschussprogramme, den Verein, Spenden und symbolische Verkäufe von Gleismetern. Die Bahnhofsgebäude von Neresheim und Dischingen wurden innen und außen denkmalschutzgerecht renoviert. Das Bahnhofsgebäude von Neresheim beherbergt ein Museum und ein Archiv, die beide die Strecke zum Gegenstand haben. Der 42 Meter lange und 10 Meter breite Lokschuppen wurde reaktiviert und wird für den Museumsbahnbetrieb genutzt. Ein Themenpfad mit Informationstafeln wurde zwischen Neresheim und Dischingen aufgebaut. Das Gleisbauunternehmen Leonhard Weiss und der Lokhersteller Voith setzten Auszubildende im Rahmen ihrer Ausbildung beim Wiederaufbau der Strecke beziehungsweise der Aufarbeitung historischer Triebfahrzeuge ein. Der „ganzheitliche museale Ansatz“ der Härtsfeld-Museumsbahn wurde von der Fachpresse als „Musterbeispiel“ gelobt.

### Fahrzeugpark
Betriebsfähige Fahrzeuge:
- Tenderlokomotive 12 (Maschinenfabrik Esslingen 1913, Nr. 3711, bis 1963 im Einsatz bei der Härtsfeldbahn, dann Kletterspielzeug in Heidenheim, 1986 HMB, seit 1994 betriebsfähig)
- Triebwagen T 33 (Waggonfabrik Wismar, Typ Frankfurt, 1934 an Kleinbahn Bremen–Tarmstedt, 1956 an Württembergische Nebenbahnen AG (Härtsfeldbahn), 1961–1964 neuer Aufbau durch Karosseriebau Auwärter, 1973 an WEG Amstetten–Laichingen, 1985 HMB)
- Diesellokomotive D4 (Jumbo) (Arnold Jung Lokomotivfabrik 1954, 12022, Testfahrten 1954 auf der Härtsfeldbahn, Zementwerk in Finnland, 1972 Luzern-Stans-Engelberg-Bahn, 2005 HMB)
- Personenwagen HMB 1 (Maschinenfabrik Esslingen 1896, Zahnradbahn der Filderbahn-Gesellschaft (hieß ab 1906 WN), 1920 SSB, später Nr. 117, 1982 abgestellt, 1992 HMB, Aufarbeitung 1994–2001, seit 2001 im Einsatz)
- Personenwagen HMB 5 (Waggonfabrik Herbrand, Köln, 1909, an Süddeutsche Eisenbahn-Gesellschaft für Strecke nach Käfertal, OEG, 1967 an DGEG, 2000 an HMB, Aufarbeitung 2000–2006, seit 2006 im Einsatz)

- Personenwagen HMB 7 (Schweizerische Industriegesellschaft, Neuhausen, 1888, an Brünigbahn, 1949 von SBB an WEG Amstetten–Laichingen, 1978 DGEG, 1998 Leihgabe an HMB, Aufarbeitung bis 2001, seit 2001 im Einsatz)
- Packwagen Gw 153 (Waggonfabrik Kelsterbach 1901, WEG Amstetten–Laichingen, HMB, seit 2001 im Einsatz)
- Pufferwagen Gw 155 (Waggonfabrik Kelsterbach 1901, WEG Amstetten–Laichingen, HMB, seit 2008 im Einsatz)
- Niederbordwagen Ow 301 (Waggonfabrik Kelsterbach 1901, WEG Amstetten–Laichingen, HMB, seit 1998 im Einsatz, u. a. zum Streckenbau und Fahrradtransport)
- Niederbordwagen Ow 303 (Waggonfabrik Kelsterbach 1901, WEG Amstetten–Laichingen, HMB, seit 2004 im Einsatz)
- Rungenwagen Rw 322 (Waggonfabrik Herbrand, Köln, 1899, einziger erhaltener Güterwagen der Härtsfeldbahn, 1984–1995 Denkmal in Neresheim, betriebsfähige Aufarbeitung 2008–2025)
- Triebwagenanhänger TA 101 (1954–1956 neuer Aufbau von Auwärter auf Basis von altem Herbrand C4i Nr. 1 der Härtsfeldbahn, 1973 an WEG Amstetten–Laichingen, 1986 an HMB, 1999–2004 Aufarbeitung, seit 2004 im Einsatz)

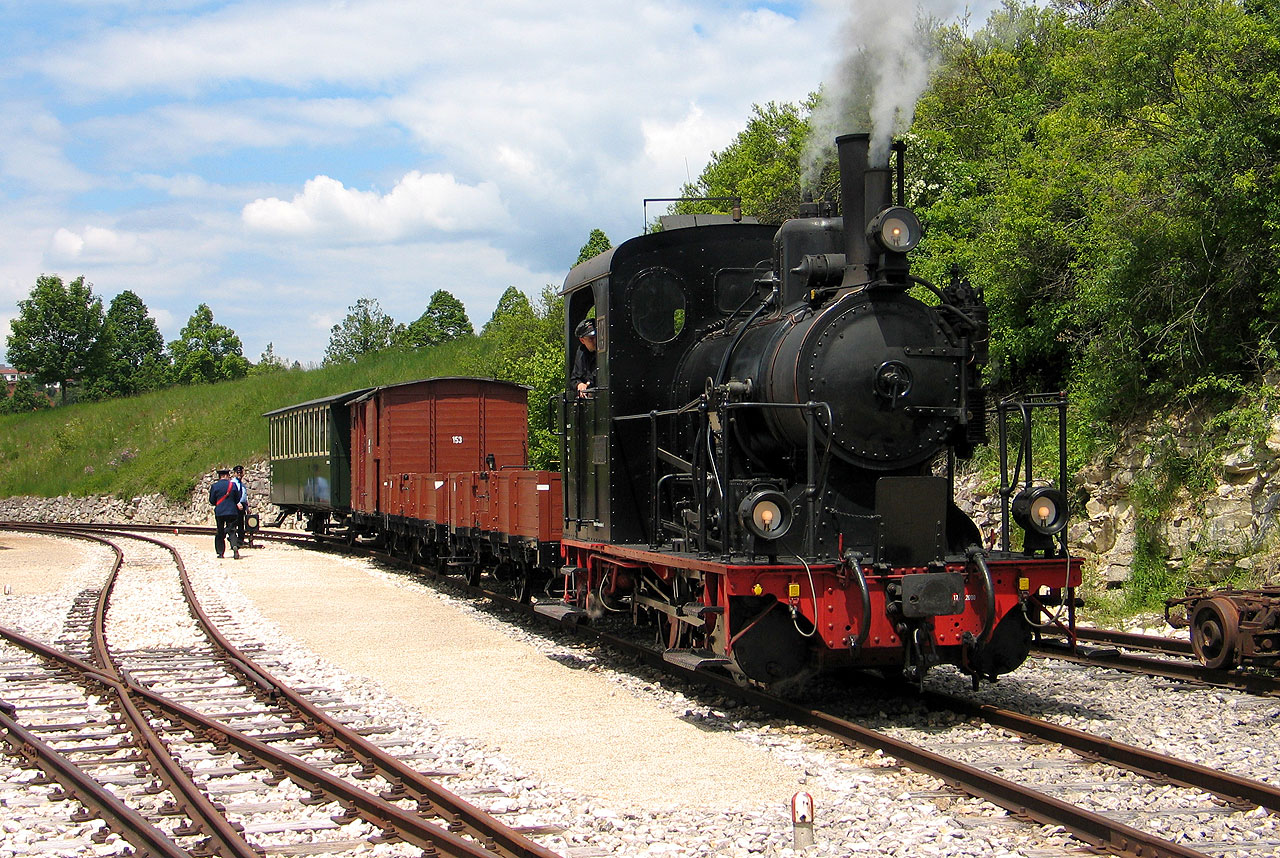
Lokomotive 12 mit einem Sonderzug

Weitere vorhandene, nicht betriebsfähige Regelfahrzeuge:
- Tenderlokomotiven Lokomotive 11 (Maschinenfabrik Esslingen 1913, No. 3710, bis 1963 im Einsatz bei der Härtsfeldbahn, dann Denkmal in Neresheim, 2010 HMB, seither in Aufarbeitung)
- Triebwagen T 37 (MAN 1960, VT 14 der Südharz-Eisenbahn-Gesellschaft, 1964 an Härtsfeldbahn, 1973 an WEG Amstetten–Laichingen, 1987 HMB, in Aufarbeitung)
- Triebwagenanhänger TA 103 (1954–1956 neuer Aufbau von Auwärter auf Basis von altem Herbrand C4i Nr. 3 der Härtsfeldbahn, 1973 an WEG Amstetten–Laichingen)
- Triebwagenanhänger TA 253/254 (1962 neuer Aufbau von Auwärter auf Basis von altem SIG C3 Nr. 11/12 der Härtsfeldbahn, 1973 an WEG Amstetten–Laichingen (keine Einsätze), 1976 an Inselbahn Langeoog, Verschmälerung des Wagenkastens, 1998 an Kleinbahnmuseum Jan Klein e. V., 2002 an HMB, TA 254 betriebsfähige Aufarbeitung seit 2010)
- Personenwagen HMB 2 (Maschinenfabrik Esslingen 1896, „Zacke“ der Filderbahn-Gesellschaft (hieß ab 1906 WN), 1920 SSB, später Nr. 116, 1982 abgestellt, 2000 HMB)
- Personenwagen HMB 4 (Maschinenfabrik Esslingen 1896, „Zacke“ der Filderbahn-Gesellschaft (hieß ab 1906 WN), 1920 SSB, später Nr. 119, 1978 an Straßenbahnmuseum Hannover, 2009 HMB)
- Personenwagen HMB 6 (Schweizerische Industriegesellschaft, Neuhausen, 1889, an Brünigbahn, 1949 von SBB an WEG Amstetten–Laichingen, 1986 HMB)
- Hilfspackwagen PW 154 (Waggonfabrik Kelsterbach 1901, ex WEG Amstetten–Laichingen)
- Güterwagen Gw 156 (Waggonfabrik Kelsterbach 1901, ex WEG Amstetten–Laichingen)

Die Lokomotive 11 ist eine der wenigen unter Denkmalschutz stehenden Lokomotiven in Deutschland. Sie wird aufgearbeitet, um ihre Fahrbereitschaft wiederherzustellen. Im Frühjahr 2011 konnten die Arbeiten am Rahmen mit einer Neulackierung abgeschlossen werden; die Arbeiten fanden ihre Fortsetzung am Kessel und am Führerhaus.

## Zukunft
Der Abschnitt Neresheim–Dischingen liegt an touristisch interessanten Zielen im Härtsfeld, wie dem Kloster Neresheim, dem Naturschutzgebiet Zwing, diversen Karsthöhlen, dem Härtsfeldsee, der Burg Katzenstein, dem Englischen Wald mit Schloss Taxis und der Burg Knollenburg. Sollte der letzte Streckenteil bis nach Dischingen fertiggestellt werden, wäre neben dem Museumsverkehr auch ein touristischer Regelverkehr an allen Wochenenden und Feiertagen denkbar. Auch für den Schienenpersonennahverkehr könnte die Strecke Neresheim–Dischingen attraktiv sein. Die Bürgermeister aus Neresheim und Dischingen halten einen alltäglichen Regelbetrieb im Stundentakt für sinnvoll. In Neresheim könnte ein Anschluss zur geplanten Schnellbuslinie nach Aalen entstehen, in Dischingen wäre dies in Richtung Heidenheim möglich, um auch das VARTA-Batteriewerk in Dischingen und das SRH-Fachkrankenhaus Neresheim mit dem Personennahverkehr zu verbinden. Die Kosten der Fertigstellung der letzten 2,4 km werden auf 1,5 Millionen Euro geschätzt und könnten über GVFG-Mittel finanziert werden. Der Regelbetrieb könnte mit einem noch zu beschaffenden modernen Eisenbahntriebwagen durchgeführt werden.

## Film und Fernsehen
- SWR: Eisenbahn-Romantik – 100 Jahre Härtsfeldbahn (Folge 432), Erstausstrahlung: 4. November 2001
- SWR: Eisenbahn-Romantik – Ortloffs Ferientipps (Folge 609), Erstausstrahlung: 16. Juli 2006 (Härtsfeldbahn siehe 24:45 bis 25:50)
- SWR: Eisenbahn-Romantik – Härtsfeld-Museumsbahn (Folge 917), Erstausstrahlung: 25. November 2017